# Kazimierz Stec

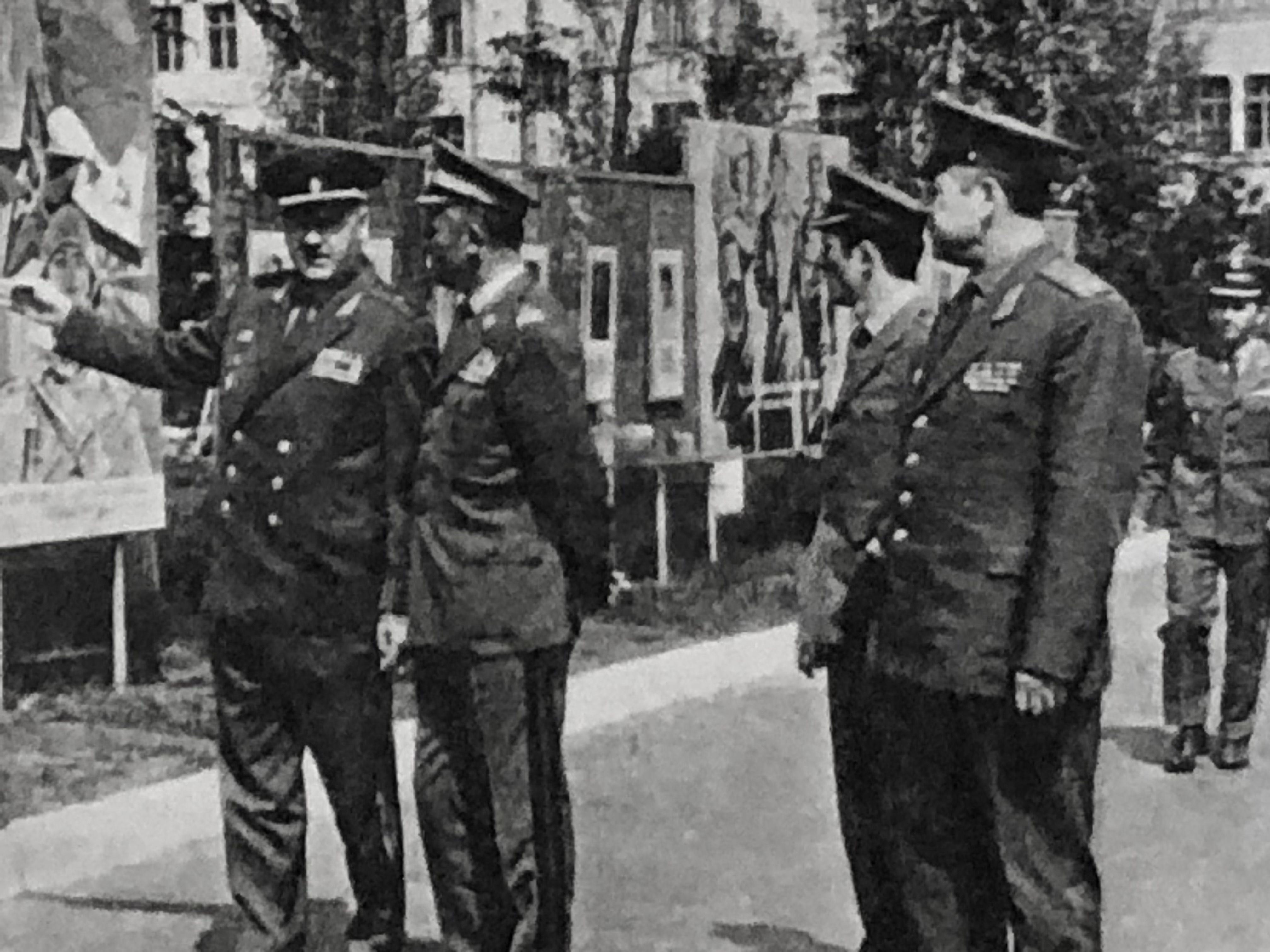
Wizyta delegacji WSOWZmech z gen. bryg. Kazimierzem Stecem na czele w moskiewskiej Wyższej Szkole Dowódców Ogólnowojskowych im. Rady Najwyższej RFSRR, 1973 r.

Kazimierz Stec (ur. 23 marca 1925 w Tarnopolu, zm. 23 lutego 1999 we Wrocławiu) – generał brygady ludowego Wojska Polskiego.

## Życiorys
Ukończył gimnazjum w Tarnopolu, od 1939 pracował w parowozowni. W maju 1944 wstąpił do Armii Polskiej w ZSRR w Żytomierzu, jesienią 1944 skończył Oficerską Szkołę Piechoty przy 1 Armii WP w Łucku, po czym dowodził plutonem zwiadu w 4 Dywizji Piechoty im. J. Kilińskiego. Walczył m.in. nad Wisłą w grudniu 1944, na Wale Pomorskim i pod Kołobrzegiem w marcu 1945 oraz przy forsowaniu Odry; trzykrotnie ranny w walkach.
Od maja 1945 w Korpusie Bezpieczeństwa Wewnętrznego, do 1948 walczył z podziemiem niepodległościowym i z UPA w pięciu województwach: warszawskim, białostockim, lubelskim, łódzkim i krakowskim. W latach 1947–1948 był dowódcą batalionu, na początku 1948 został zwolniony z WP i przeniesiony do rezerwy, pracował w organizacji „Służba Polsce” w fabrykach na Górnym Śląsku.
Od czerwca 1951 został ponownie powołany do czynnej służby, skończył kurs w Oficerskiej Szkole Piechoty nr 3 w Elblągu, po czym został dowódcą kompanii piechoty w 14 Dywizji Piechoty w Wałczu. Po kursie w Wyższej Szkole Piechoty w Rembertowie w sierpniu 1953 został szefem sztabu 43 Pułku Piechoty w Stargardzie Szczecińskim. Od listopada 1954 pełnił służbę w sztabie Pomorskiego Okręgu Wojskowego w Bydgoszczy. Od 20 października 1959 był dowódcą 82 Pułku Zmechanizowanego w Kołobrzegu. 1962-1965 studiował w Akademii sztabu Generalnego w Warszawie, po czym został szefem sztabu i zastępcą dowódcy 12 Dywizji Zmechanizowanej w Szczecinie. Od 16 kwietnia 1967 był dowódcą 8 Dywizji Zmechanizowanej w Koszalinie.
W październiku 1969 został mianowany generałem brygady. 30 września 1970 został komendantem Wyższej Szkoły Oficerskiej Wojsk Zmechanizowanych we Wrocławiu, a od 10 lipca 1974 pełnił służbę jako szef Wojewódzkiego Sztabu Wojskowego we Wrocławiu. Od lipca 1981 do lipca 1986 był członkiem Komitetu Centralnego PZPR. W grudniu 1985 został członkiem Zespołu do rozpatrzenia i przygotowania propozycji dotyczących uzupełnień i zmian w "Statucie PZPR" przed X Zjazdem PZPR, który odbył się w lipcu 1986. 
W okresie stanu wojennego w Polsce (1981-1983) był pełnomocnikiem Komitetu Obrony Kraju - komisarzem wojskowym na województwo wrocławskie.
W latach 1989–1990 szef Misji Polskiej - minister pełnomocny w Komisji Nadzorczej Państw Neutralnych w Korei. Przez kilka kadencji członek Rady Naczelnej i Zarządu Głównego ZBoWiD (od maja 1985 członek Prezydium Zarządu Głównego) oraz prezes Zarządu Wojewódzkiego ZBoWiD we Wrocławiu. W marcu 1990 przeniesiony do dyspozycji MON, w październiku 1990 pożegnany przez ministra obrony narodowej wiceadmirała Piotra Kołodziejczyka i w grudniu 1990 przeniesiony w stan spoczynku.
W wyborach samorządowych w 1998 bez powodzenia ubiegał się o mandat radnego sejmiku dolnośląskiego z listy Związku Kombatantów Rzeczypospolitej Polskiej i Byłych Więźniów Politycznych.
Gen. Kazimierz Stec został pochowany na  cmentarzu parafialnym Ducha Świętego we Wrocławiu przy  ulicy Bardzkiej (pole G; rząd 6; grób 81).

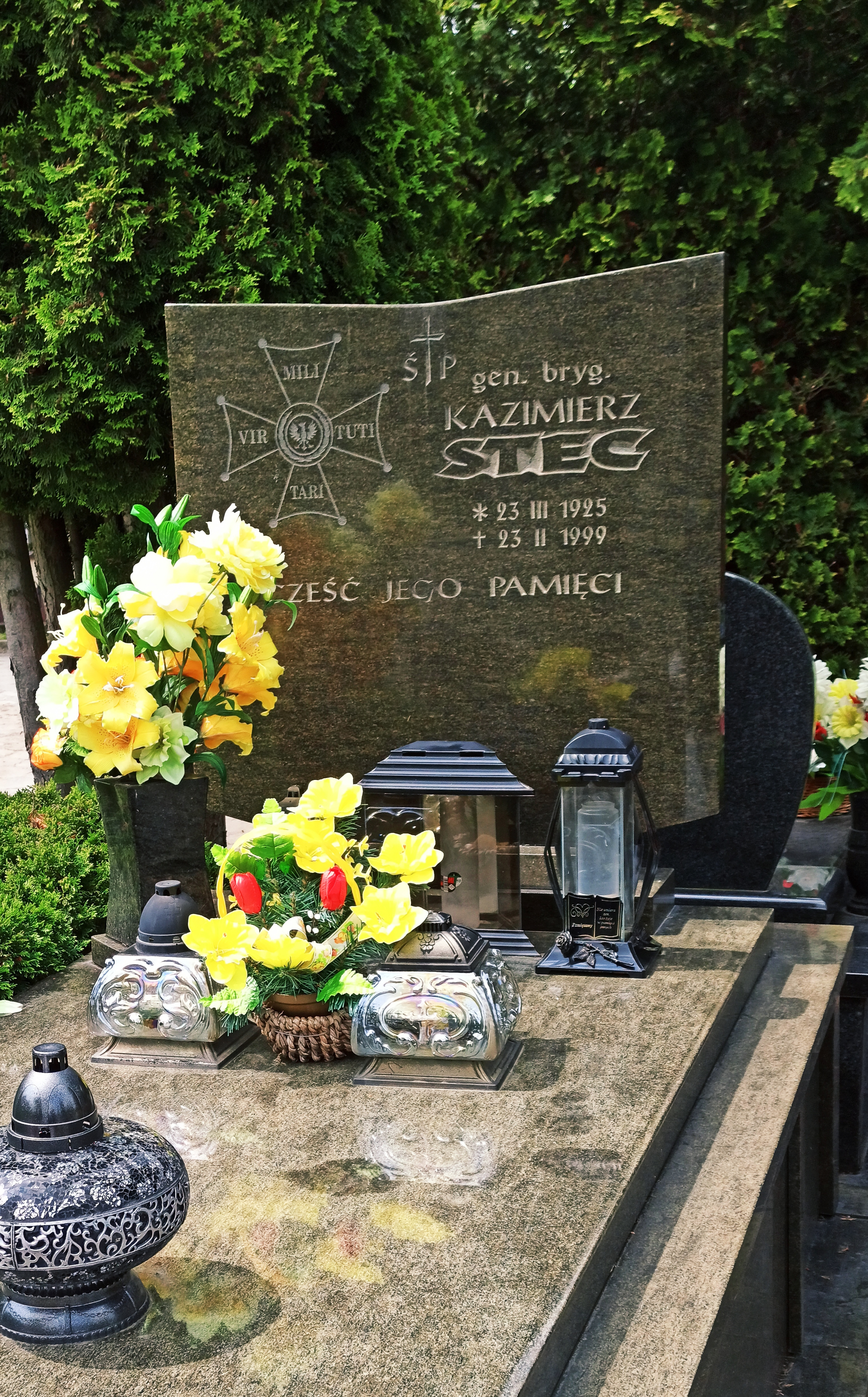
Grób gen. Kazimierza Steca na cmentarzu parafialnym Ducha Świętego we Wrocławiu

## Awanse
W trakcie wieloletniej służby w ludowym Wojsku Polskim otrzymywał awanse na kolejne stopnie wojskowe:
- chorąży - 1944
- podporucznik – 1945
- porucznik – 1946
- kapitan – 1952
- major – 1956
- podpułkownik – 1960
- pułkownik – 1966
- generał brygady – 10 października 1969

## Odznaczenia i wyróżnienia
- Order Virtuti Militari V klasy (1968)
- Order Sztandaru Pracy II klasy (1971)[6].
- Krzyż Komandorski z Gwiazdą Orderu Odrodzenia Polski
- Krzyż Kawalerski Orderu Odrodzenia Polski (1967)
- Krzyż Walecznych (dwukrotnie, 1944 i 1945)
- Złoty Krzyż Zasługi (1958)
- Srebrny Krzyż Zasługi (1946)
- Medal za Warszawę 1939–1945 (1946)
- Medal „Za udział w walkach o Berlin” (1967)
- Medal za Odrę, Nysę, Bałtyk (1946)
- Złoty Medal „Siły Zbrojne w Służbie Ojczyzny” (1968)
- Srebrny Medal Siły Zbrojne w Służbie Ojczyzny
- Brązowy Medal Siły Zbrojne w Służbie Ojczyzny
- Złoty Medal „Za zasługi dla obronności kraju” (1973)
- Srebrny Medal „Za zasługi dla obronności kraju”
- Brązowy Medal „Za zasługi dla obronności kraju”
- Medal Za udział w walkach w obronie władzy ludowej (1984)
- Medal Komisji Edukacji Narodowej (1973)
- Medal 10-lecia Polski Ludowej
- Medal 30-lecia Polski Ludowej
- Medal 40-lecia Polski Ludowej
- Złota odznaka honorowa „Za Zasługi dla Warszawy” (1977)[7]
- Order Wojny Ojczyźnianej I stopnia (ZSRR) (1968)
- Medal „Za zwycięstwo nad Niemcami w Wielkiej Wojnie Ojczyźnianej 1941–1945” (ZSRR) (1946)
- Medal „Za wyzwolenie Warszawy” (ZSRR)
- Medal „Za zdobycie Berlina” (ZSRR) (1946)
- Medal jubileuszowy „Dwudziestolecia zwycięstwa w Wielkiej Wojnie Ojczyźnianej 1941–1945” (ZSRR)
- Medal jubileuszowy „Trzydziestolecia zwycięstwa w Wielkiej Wojnie Ojczyźnianej 1941–1945” (ZSRR)
- Medal jubileuszowy „Czterdziestolecia zwycięstwa w Wielkiej Wojnie Ojczyźnianej 1941–1945” (ZSRR) (1985)
- Wpis do Honorowej Księgi Czynów Żołnierskich (1985)
- Wpis do Księgi Zasłużonych dla Śląskiego Okręgu Wojskowego (1985)